# Abel Balbo

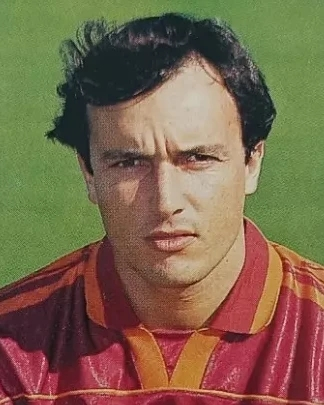
Abel Balbo

Abel Eduardo Balbo (Empalme Villa Constitución, 1 de junho de 1966) é um ex-futebolista argentino que atuava de atacante. É treinador e está sem clube.

## Carreira
Revelado pelo Newell's Old Boys, Balbo chegou a ter um período de testes marcado no Independiente, porém mudou-se para as categorias de base do clube após sua irmã ser contratada para trabalhar no escritório de advocacia do vice-presidente da equipe rosarina. Em sua única temporada pelo Newell's, o atacante foi campeão nacional em 1987–88, integrando um time que usou apenas jogadores formados no próprio clube.
Em 1988, assinou com o River Plate, onde atuou em 39 jogos e fez 12 gols. Foi na Itália que Balbo viveu seu auge, assinando com a Udinese, que também levou o zagueiro Roberto Néstor Sensini. Em 4 temporadas vestindo a camisa bianconera, disputou 144 partidas e fez 70 gols.
Em 1993, após evitar o rebaixamento da Udinese, estava praticamente acertado com a Internazionale, mas os Nerazzurri já tinham os 3 estrangeiros exigidos pela Federação Italiana de Futebol, e Balbo assinou com a Roma. Em5 temporadas com a equipe, Balbo chegou a usar a braçadeira de capitão, encerrando sua primeira passagem com 167 jogos e 87 gols. Contratado pelo Parma em 1998, juntou-se aos compatriotas Hernán Crespo, Juan Sebastián Verón e Sensini, sagrando-se campeão da Copa da UEFA (atual Liga Europa da UEFA) em 1998–99.
Seus últimos anos no futebol italiano não tiveram o mesmo destaque dos anteriores: na Fiorentina, embora tivesse feito dupla com Gabriel Batistuta, atuou em 31 jogos e fez 7 gols, voltando à Roma em 2000; embora tivesse entrado em campo apenas 3 vezes e não ter feito nenhum gol, conquistou a Série A. Aos 35 anos, Balbo voltou à Argentina para defender o Boca Juniors nos mata-matas da Copa Libertadores, encerrando sua carreira após as quartas-de-final, quando os Xeneizes foram eliminados pelo Olimpia, que viria a ser o campeão do torneio.

## Seleção
Pela Seleção Argentina, Balbo disputou 37 partidas e marcou 11 gols. Sua primeira competição oficial pela Albiceleste foi a Copa América de 1989, vencida pelo Brasil. Ausente das edições de 1991 e 1993, voltou a disputar a Copa América em 1995.
Esteve ainda em 3 Copas do Mundo: em 1990 (pela ordem alfabética, usou a camisa 3, mesmo sendo atacante), jogou apenas a estreia, contra Camarões; disputou os 4 jogos da Argentina em 1994, fazendo o segundo gol na derrota para a Romênia, e sua convocação para a edição de 1998 foi surpreendente: Balbo, revoltado por viajar com a seleção e não jogar, anunciou sua despedida internacional em 1996; Daniel Passarella, que havia escolhido 21 jogadores, ficou em dúvida entre Christian Bassedas, Fernando Redondo e Claudio Caniggia, mas optou por Balbo, que disputou as partidas contra Japão (substituiu Claudio López) e Países Baixos (entrou no lugar de José Chamot), que foi também sua despedida definitiva da Seleção Argentina.

## Pós-aposentadoria
Após deixar os gramados, Balbo tentou uma carreira musical, mas não teve sucesso. Em 2009, teve sua primeira experiência como treinador no Treviso, que durou apenas 4 jogos, alegando "falta de organização".
Ele ainda teve duas passagens pelo Arezzo, entre 2010 e 2011 e também em 2012.

## Títulos

### Clubes
Newell's Old Boys
- Primera División Argentina: 1988

Parma
- Coppa Italia: 1998–99
- UEFA Cup: 1998–99

Roma
- Serie A: 2000–01
- Supercoppa Italiana: 2001

### Internacional
Seleção argentina
- Copa do Mundo de 1990: - Vice